# Czollner Gyula
Czollner Gyula (1971. szeptember 19. –) televíziós szakkommentátor, autóversenyző.
A Formula–1 hazai rajongóinak már 2000 óta ismerős lehet a neve, ugyanis tévés pályája elején a Magyar Televízió utazó Formula–1-es riportere volt, majd amikor a közvetítési jogok a közszolgálatitól a kereskedelmi adóhoz kerültek, a sorozattal együtt ő is csatornát váltott. Itt kezdetben szerkesztőként dolgozott, majd a Formula–3000-es futamokat kezdte közvetíteni. "Baumgartner Zsolt miatt akkoriban még ezt is leadtuk, bár késő este került műsorra, gyakorlásnak nagyon jó volt" – emlékszik vissza a tanulóévekre. 2003 elején adta meg neki a lehetőséget az F1 főkommentátora, Palik László, hogy a leghíresebb sorozatot is közvetíthesse.
Négyévesen járt először autóversenyen Czollner Gyula, az RTL Klub Formula–1-es kommentátora, akinek édesapja, Czollner Zsigmond magyar túra-rali bajnok, majd a hazai F1-es futam sportfelügyelője volt.
Mivel "jött a benzingőz mindenhonnan", hamar az motorsportok szerelmesévé vált, apukájának köszönhetően az összes hungaroringi futamot a paddockból nézhette végig.
A Bánki Donát Műszaki Főiskola elvégzése után újságíró iskolába is járt, majd - mielőtt az MTV-hez került volna - az egyik legnagyobb magyarországi autóimportőr sajtóosztályán dolgozott, később Illés Tamás autóversenyző sajtóügyeit intézte. Két éven át a Magyar Televízió minden második Formula–1-es nagydíjra őt küldte riporternek, amikor pedig a sorozat közvetítési jogait 2002-ben az RTL Klub szerezte meg, Palik László a kereskedelmi csatornához hívta. Itt 2003 óta közvetít együtt Palikkal, a 2005-ös Európai Nagydíjat, először és utoljára egyedül kommentálta. Utoljára a 2011-es brazil futamot kommentálta, azután a közvetítési jogok átkerültek az MTVA-hoz, melynek csapata mindenkit magával vitt akkor az RTL-es társaságból, leszámítva őt.
A Formula–1 után, 2012-ben egy szezon erejéig a Német Túraautó Bajnokság versenyeit közvetítette a Sportklub csatornán. Ezután a Dodzsem című műsornak az egyik műsorvezetője volt, egészen a csatorna megszűnéséig.
2017-ben pedig visszatért a kommentátorállásba Czollner: a Spíler TV-n kommentálja a Virgin Australia Supercars Championship versenyeit.
2020-ban a Arena4-en közvetíti a Moto GP futamait.

## Eredményei
2001
- Opel Astra Kupa 11. helyezett

2002
- Opel Astra Kupa 7. helyezett

2003
- Shell V Power Racing Renault Clio Kupa 6. helyezett

2004
- Shell V Power Racing Renault Clio Kupa 3. helyezett

2005
- Shell V Power Racing Renault Clio Kupa 5. helyezett

2006
- Shell V Power Racing Renault Clio Kupa 6. helyezett

2007
- jelenleg a SEAT León Kupában versenyez

| Magyar márkakupákban elért Eredményei | Magyar márkakupákban elért Eredményei  | Magyar márkakupákban elért Eredményei | Magyar márkakupákban elért Eredményei |     |      |     |     |     |      |       |     |    |     |      |       |      |        |
|                                       | Bajnokság                              | Csapat                                | I.                                    | II. | III. | IV. | V.  | VI. | VII. | VIII. | IX. | X. | XI. | XII. | XIII. | XIV. | Pontok |
| ------------------------------------- | -------------------------------------- | ------------------------------------- | ------------------------------------- | --- | ---- | --- | --- | --- | ---- | ----- | --- | -- | --- | ---- | ----- | ---- | ------ |
| 2003                                  | Shell V Power Racing Renault Clio Kupa | Zengő Motorsport Kft.                 | 3.                                    | 4.  | 10.  | 3.  | 8.  |     | 8.   | 10.   | 5.  | 7. |     | 5.   |       |      | 62     |
| 2004                                  | Shell V Power Racing Renault Clio Kupa | Zengő Motorsport Kft.                 | 3.                                    | 3.  | 2.   | 3.  | 4.  | 5.  | 5.   |       | 3.  | 7. |     | 3.   | 2.    |      | 61     |
| 2005                                  | Shell V Power Racing Renault Clio Kupa | Zengő Motorsport Kft.                 | 3.                                    | 4.  | 5.   | -   | 11. | 13. | 8.   | 6.    | -   | 3. | 4.  | 2.   | 4.    |      | 117    |
| 2006                                  | Shell V Power Racing Renault Clio Kupa | Zengő Motorsport Kft.                 | 8.                                    | 3.  | -    | -   | 4.  | 2.  | -    | -     | -   | -  | 5.  | 5.   | 5.    |      | 83     |
| 2007                                  | Shell V Power Racing Renault Clio Kupa | Zengő Motorsport Kft.                 | -                                     | -   | -    | -   | -   | -   | -    | -     | K   | -  | -   |      |       |      | 0      |
| 2007                                  | SEAT León Kupa                         | DHL Racing Team                       | 5.                                    | 5.  | -    | -   | 10. | 5.  | -    | -     | 8.  | 6. | 4.  | 8.   | 4.    | 6.   | 172    |